# Haus of Gaga

Леди Гага и её «Диско Стик» во время выступления на The Fame Ball Tour в 2009 году

Haus of Gaga — личная творческая группа поп-певицы Леди Гаги, занимающаяся созданием одежды и аксессуаров, реквизита для выступлений и клипов, декораций и т. п. Гага в 2011 году выпустила духи «the fame» изготовитель «haus laboratories» А в 2014 году в Европе (в Америке с 2015) началась продажа новых духов которые создала её команда. Наиболее известными работами Haus of Gaga являются «Диско Стик» (англ. Disco Stick) и «iPod LCD Glasses» (очки с двумя ЖК-экранами iPod Classic вместо линз). Также компания известна по своим работам над музыкальными клипами на песни The Edge of Glory и Yoü and I. Турне: «artRAVE: The Artpop Ball Tour»

## Состав

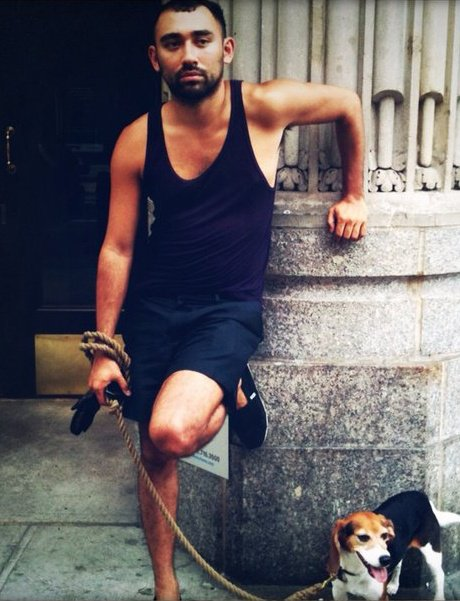
Никола Формичетти

### Участники в настоящее время
Стефани Джерманотта: более известная под псевдонимом Леди Гага, основала компанию, также является одним из ведущих дизайнеров её линии одежды.
Трой Картер: основатель, председатель и главный исполнительный директор ответственный за прессу и СМИ компании.
Никола Формичетти: креативный директор с 2009 года.
Сара Танно - визажистка, работающая с Леди Гагой с 2009 года. Первоначально, она занималась визажом танцоров и участников группы. В сентябре 2014 года, Леди Гага приняла решение сделать Сару своей личной визажисткой.
Фредерик Аспирас — парикмахер (Осень 2009—настоящее время).
Ричард Джексон — сохореограф/танцор (2008—2011), хореограф (2011—настоящее время).
Хелен Грин — художница. Первый фанат попавший в Haus of Gaga.

### Бывшие участники
Мэттью Уильямс: Креативный директор Haus of Gaga с 2008 по 2010. Мэттью был одним из создателей «Диско Стика», а также бойфрендом Гаги. Он уволился из-за напряжённых отношений на работе вследствие того, что Леди Гага стала встречаться с Люком Карлом.
Ангела Саймни была основным гримёром Леди Гаги, которая наносила ей макияж перед выступлениями, для съёмок в клипах и вручениями награждений. Позже уволилась после того, как её мужа уволили из Haus.
Space Cowboy — DJ, покинул во время тура The Fame Ball Tour в 2009.
Лориэнн Гибсон: хореограф (2008—2011) и художественный руководитель Гаги (с июля 2010 по октябрь 2011)
Тара Савело — личный мэйкап-мастер Леди Гаги (Осень 2009—Осень 2014) и её близкая подруга.

## Создание
В интервью и через своё искусство Леди Гага показала своё предпочтение работам поп-художника Энди Уорхолла. «Уорхолл говорит, что искусство должно быть даже в самых мелких деталях» — говорила Гага.
Гага выразила желание работать с Уорхоллом. На что в одном из интервью Кристина Агилера рассказала LA Times в 2008 году «Я не знаю, что это такое (Lady Gaga), мужчина или женщина», на что Гага ответила: «Когда я слышу комментарии типа ЧТО Я, я понимаю, что во мне увидели Уорхолла!»
В 2009 году компания создала горящее пианино, которое было использовано на церемонии American Music Awards, а затем и на концертах в рамках The Monster Ball Tour.

## Созданные коллекции одежды

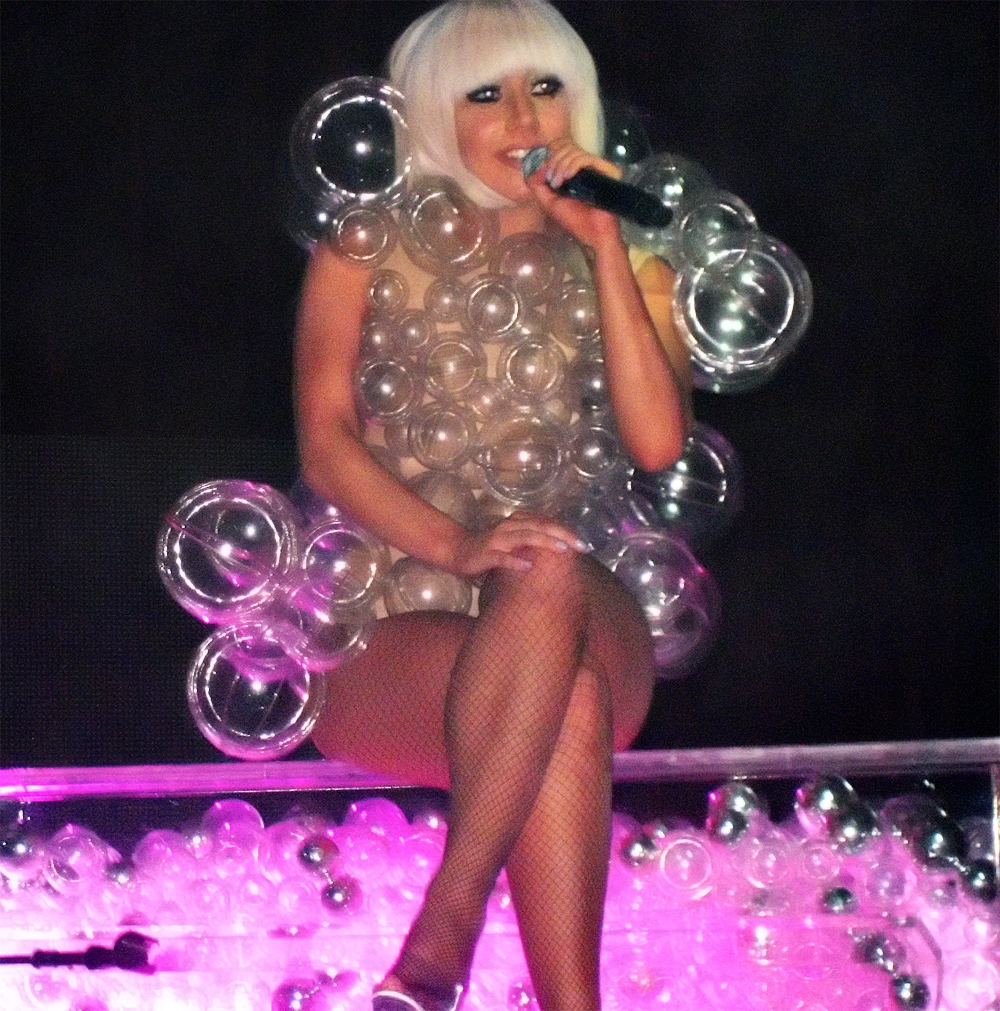
Леди Гага в «Пузырьковом платье», на «Пузырьковом пианино»

Леди Гага одета в «Живое платье»

Леди Гага в «Парике Рапунцель» на The Monster Ball Tour в 2009 году

Компания Haus of Gaga ответственна за одежду и прочий реквизит для Леди Гаги. Впервые компания создала несколько костюмов и вещей для первых клипов певицы «Just Dance» и «Poker Face» с её дебютного альбома The Fame. После этого компания создаёт всю одежду и прочее для певицы и её танцоров.
2008
- Платье-Оригами
- iPod LCD очки
- Диско Стик
- Кристальные Очки
- Haus Гарнитура
- Латексный Комбинезон

2009
- Damien Hirst’s Piano
- Disco Glove
- Molded Top
- Пиро-Бра

The Fame Ball Tour
- Пузырьковое платье
- Пузырьковое пианино
- Скутер Vespa S 150

The Monster Ball Tour
- Орбита
- Сгоревшее пианино
- Парик Рапунцель
- Скелетон

2010
The Monster Ball Tour
- Морское чудище (Монстр славы)
- Диско Торч
- Леопардовый купальник
- Кровоточащий фонтан
- Живое платье
- Платье-Оригами
- ЭММА

## Медиа

### Haus of Gaga App
23 февраля 2009 года было выпущено приложение для мобильных устройств iPhone и iPod Touch под названием Haus of Gaga App. Оно было разработано компанией Universal Music Group и предлагалось для бесплатной загрузки через App Store. Главной особенностью приложения являются короткие эпизоды с Гагой в главной роли, где она обсуждает свои источники вдохновения и работы, созданные Haus of Gaga. Позже эти эпизоды получили название «Transmission Gagavision». Эпизоды выходили еженедельно с 24 июня 2008 года до 31 марта 2009 года. 30 марта 2011 года, Гага объявила, что выпустит следующий эпизод в начале апреля. 6 апреля вышел последний на сегодняшний день эпизод под номером 41.
Приложение также включает в себя даты концертов, новости и позволяет поклонникам певицы общаться между собой. Billboard включил это приложение в пятёрку лучших приложений для iPhone.

### Haus of Gaga Blog
Haus of Gaga Blog был написан Гагой, как реклама для её дебютного альбома «The Fame». Блог был размещен на официальном сайте певицы. Обновлялся он периодически, с 1 мая по 22 декабря 2008 года. Гага написала в общей сложности 29 сообщений в блоге. Большинство её записей были сосредоточены на информации о её клипах и выступлениях, а также о новых вещах, созданных компанией Haus of Gaga. Кроме того, в блоге Гага обсуждала моду, знаменитостей, и фан-видео, а также выкладывала фото своих новых аксессуаров, в том числе и тех, которые на тот момент находились в производстве.